# Tales of Kidd Funkadelic
Tales of Kidd Funkadelic è l'ottavo album in studio del gruppo musicale statunitense Funkadelic, pubblicato nel 1976.

## Tracce
Side 1
1. Butt-to-Butt Resuscitation (George Clinton, Eddie Hazel, Bernie Worrell, Michael Hampton) - 3:53
2. Let's Take It to the People (Clinton, Hazel, Garry Shider) - 1:50
3. Undisco Kidd (Clinton, Bootsy Collins, Worrell) - 6:34
4. Take Your Dead Ass Home! (Say Som'n Nasty) (Clinton, Glenn Goins, Shider, Worrell) - 7:18

Side 2
1. I'm Never Gonna Tell It (Clinton, Worrell) - 3:41
2. Tales of Kidd Funkadelic (Opusdelite Years) (Clinton, Worrell) - 12:56
3. How Do Yeaw View You? (Clinton, Collins, Worrell) - 3:39